# Via Cairoli (Genova)
Via Cairoli (in te Stradde Nêuve in ligure) è una strada nel centro storico di Genova. È dedicata a Benedetto Cairoli, decimo Presidente del Consiglio italiano. Fu costruita nel XVIII secolo come Strada Nuovissima. Nel luglio del 2006 fu aggiunta alla lista dei Patrimonio dell'umanità dell'UNESCO Le Strade Nuove e il Sistema dei Palazzi dei Rolli di Genova.

## Storia
Un tempo conosciuta come Strada Nuovissima, la strada fu tracciata fra il 1778 e il 1786 dall'architetto Gregorio Petondi al posto dell'antica viabilità medioevale come completamento dell'espansione urbanistica rinascimentale, che aveva lasciato Strada Nuova (oggi via Garibaldi) e Strada Balbi (oggi via Balbi) senza un collegamento comparabile per transitabilità e carattere monumentale. La sua costruzione richiese la demolizione di alcune case popolari e l'adattamento di palazzi monumentali quali Palazzo Lomellini-Doria Lamba.

## Palazzi iscritti alla lista dei Patrimoni dell'umanità
| Numero della lista UNESCO | Primo proprietario | Indirizzo                         | Nome corrente                 | Foto |
| ------------------------- | ------------------ | --------------------------------- | ----------------------------- | ---- |
| 20                        | Gerolamo Grimaldi  | Salita San Francesco, 4, Genova   | Palazzo della Meridiana       |      |
| 21                        | Gio Carlo Brignole | Piazza della Meridiana, 2, Genova | Palazzo Gio Carlo Brignole    |      |
| 23                        | Stefano Lomellini  | Via Cairoli, 18, Genova           | Palazzo Lomellini-Doria Lamba |      |

## Nella letteratura
Stendhal, nel suo Memorie di un turista, scrive:

## Galleria d'immagini

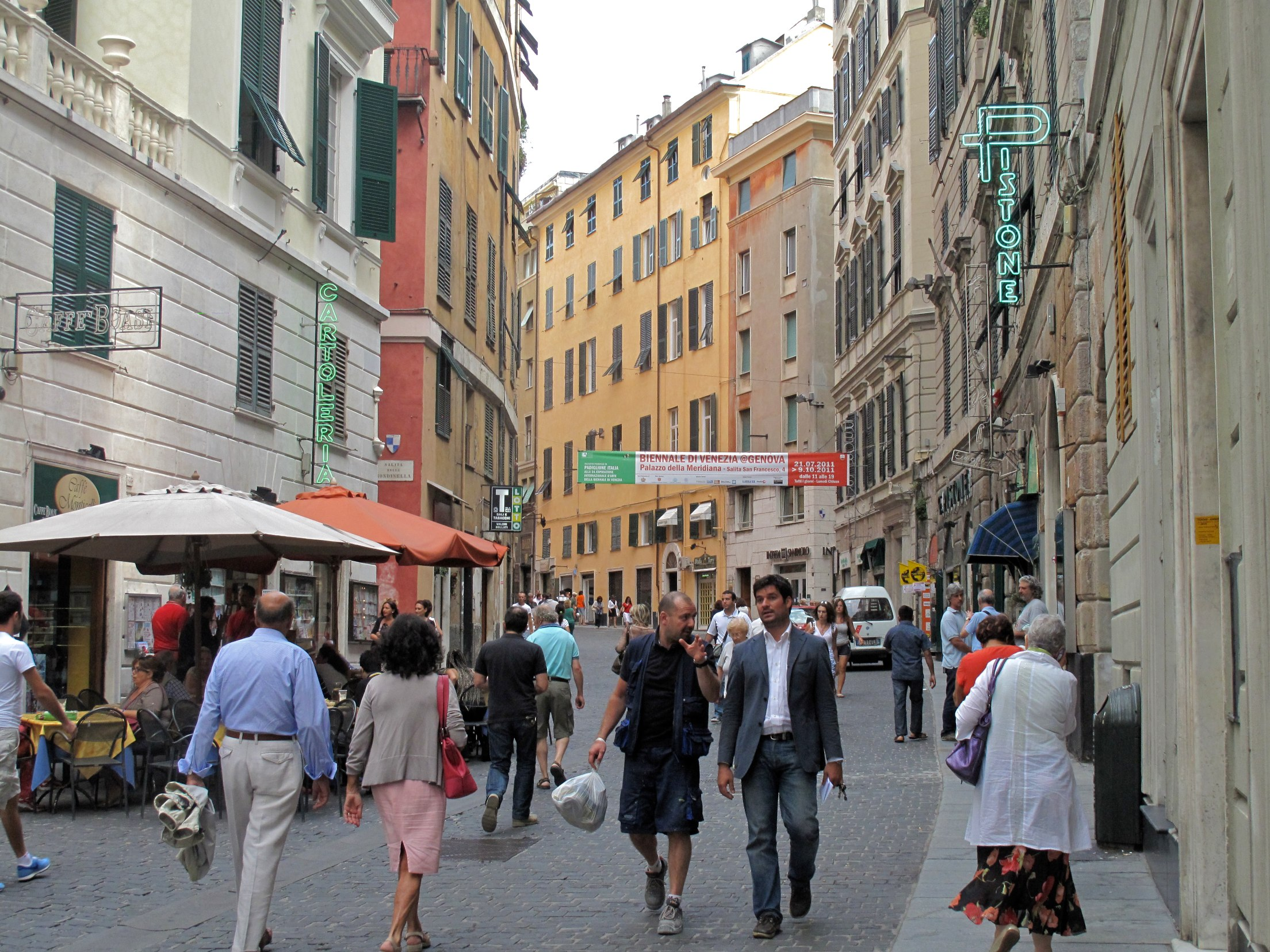
Via Cairoli, Genova